# M'lang, Cotabato

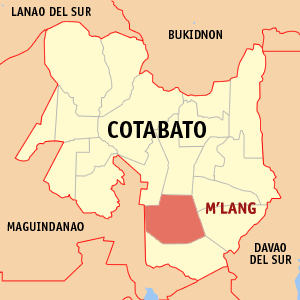
Bản đồ của Cotabato với vị trí của M'lang

M'lang là một đô thị hạng 1 ở tỉnh Cotabato, Philippines. Theo điều tra dân số năm 2000, đô thị này có dân số 78.170 người trong 15.533 hộ.

## Các đơn vị hành chính
M'lang được chia thành 37 barangay.
| - Bagontapay - Bialong - Buayan - Calunasan - Dalipe - Dugong - Dungo-an - Gaunan - Inas (sullaga's Compound) by Jasper Vecino - Katipunan - La Fortuna - La Suerte - Langkong | - Lepaga - Liboo - Lika - Luz Village - Magallon - Malayan - New Antique - New Barbaza - New Kalibo - New Consolacion - New Esperanza - New Janiuay | - New Lawa-an - New Rizal - Nueva Vida - Pag-asa - Poblacion A - Poblacion B - Pulang-lupa - Sangat - Tawantawan - Tibao - Ugpay - Palma-Perez |